# Dietas baixas em carboidratos
Dietas de baixa ingestão de carboidratos, também conhecidas como dietas "low carb", são programas alimentares que restringem o consumo de carboidratos, muito usadas para o tratamento da obesidade ou da diabetes. Uma dieta pode ser classificada como baixa em carboidratos se a ingestão deles for mais baixa do que as quantidades normalmente recomendadas (45% a 60% das calorias diárias) .
Na maior parte dessas dietas, alimentos de fácil digestão e absorção (como açúcar, pão e massas) são limitados ou substituídos por alimentos com uma maior percentagem de gordura e quantidade moderada de proteína (carne, aves, peixe, marisco, ovos, queijo, nozes e sementes) e outros alimentos pobres em carboidratos (a maioria das saladas de legumes como espinafre, couve, acelga e espinafre), apesar de outros produtos vegetais e frutas (especialmente frutos silvestres) serem muitas vezes permitidos. A quantidade de carboidratos permitidos varia de acordo com as diferentes dietas de baixo teor de carboidratos.
Se a restrição de carboidratos for abaixo de 15% das calorias diárias, essas dietas podem ser classificadas como 'cetogênicas', ou seja, restringem a ingestão de carboidratos o suficiente para causar cetose. Um exemplo disso é a fase de indução da dieta Atkins, que é considerada cetogênica.
Dietas baixas em hidratos de carbono são usadas para tratar ou prevenir algumas doenças crónicas e condições, como doenças cardiovasculares, síndrome metabólica, síndrome da fermentação intestinal, pressão arterial alta e diabetes.

## História

### Pré-história
Segundo Gary Taubes, o baixo teor de carboidratos das dietas está mais próximo da dieta ancestral dos seres humanos antes da origem da agricultura, e os seres humanos estão geneticamente adaptados para as dietas baixas em hidratos de carbono. As evidências arqueológicas diretas ou fósseis de nutrição durante o Paleolítico, quando todos os seres humanos subsistiam caçando e coletando, são limitadas, mas sugerem que os seres humanos evoluíram a partir de dietas vegetarianas comuns a outros grandes símios, com um maior nível de consumo de carne. Alguns parentes próximos do moderno Homo sapiens, como os Neandertais, parecem ter sido quase exclusivamente carnívoros.
Um quadro mais detalhado do início da dieta humana antes da origem da agricultura pode ser obtido, por analogia, aos caçadores-coletores contemporâneos. De acordo com um estudo dessas sociedades, uma dieta relativamente baixa em hidratos de carbono (22-40% do total de energia), centrada em alimentos de origem animal, é preferencial, "quando e onde este é ecologicamente possível". Onde os alimentos vegetais predominam, o consumo de hidratos de carbono permanece baixo, pois as plantas selvagens são muito mais baixas em carboidratos e superiores em fibra do que as modernas culturas domesticadas. No entanto, a primatologista Katherine Milton afirmou que os dados da pesquisa em que esta conclusão se baseia, exagera o conteúdo animal da dieta do caçador-coletor típico, a maior parte da qual foi baseada em etnografia antiga, que pode ter esquecido o papel das mulheres na recolha de alimentos de origem vegetal. Milton também destacou a diversidade das dietas de forrageamento, quer das ancestrais, quer das contemporâneas, argumentando a inexistência de evidências que indiquem que os seres humanos estão especialmente adaptados a uma única dieta do Paleolítico, acima das dietas vegetarianas características dos últimos 30 milhões de anos da evolução dos primatas.
A origem da agricultura provocou um aumento nos níveis de hidratos de carbono na dieta humana. A era industrial tem visto um aumento particularmente acentuado dos níveis de carboidratos refinados nas sociedades ocidentais, bem como as sociedades urbanas de países da Ásia, como a Índia, a China e o Japão.

### Ciências dietéticas antigas
Em 1797, John Rollo informou sobre os resultados do tratamento de dois oficiais do Exército diabéticos com um baixo teor de carboidratos na dieta e medicamentos. Uma dieta de muito baixo teor de carboidratos, dieta cetogênica, foi o padrão de tratamento para a diabetes ao longo de todo o século XIX.
Em 1863, William Banting, um agente funerário e fabricante de caixões inglês que tinha sido obeso, publicou a "Carta sobre a Corpulência Dirigida ao Público", no qual descreveu uma dieta para controle de peso que consistia em abster-se de pão, manteiga, leite, açúcar, cerveja e batatas. O seu livro foi amplamente lido, tanto que algumas pessoas usaram o termo "Banting" para a atividade normalmente chamada de "dieta".
Em 1888, James Salisbury introduziu o bife de Salisbury, integrado na sua dieta rica em carne, e que limitava o consumo de legumes, frutas, amidos e gorduras a um terço da dieta.
No início de 1900, Frederick Madison Allen desenvolveu um regime altamente restritivo de curto prazo, que foi descrito por Walter R. Steiner na convenção anual da Sociedade Médica do Estado de Connecticut como Tratamento da Diabetes Mellitus através da Fome. Pessoas com níveis de glicose na urina muito elevados permaneciam acamados e alimentavam-se de quantidades ilimitadas de líquidos e caldo de carne até a urina estar sem açúcar, o que durava dois a quatro dias, mas, por vezes, até oito.

### Dietas modernas de baixo teor de carboidratos
Em 1958, o Dr. Richard Mackarness publicou Comer Gordura e Ficar Elegante, uma dieta pobre em carboidratos com muitos dos mesmos conselhos, e com base nas mesmas teorias da autoria de Robert Atkins mais de uma década depois. Mackarness também desafiou a "teoria das calorias" e mencionou as dietas primitivas, tais como as dos Inuit, como exemplos de dietas saudáveis, com um baixo teor de carboidratos e alto teor de gordura na sua composição.
Em 1967, Irwin Stillman publicou A Dieta da Perda de Peso Rápida do Médico. A "dieta Stillman" é uma dieta de alto teor de proteína, baixo teor de carboidratos e baixo teor de gordura. É considerada uma das primeiras dietas de baixo teor de carboidratos a tornar-se popular nos Estados Unidos. Entre outras dietas de baixo teor de carboidratos da década de 1960 estão a dieta da Força Aérea e a dieta do bebedor. O médico austríaco, Wolfgang Lutz, publicou o seu livro Leben Ohne Brot (Vida Sem Pão), em 1967. No entanto, não era bem conhecido no mundo anglófono.
Em 1972, Robert Atkins publicou o livro A Nova Dieta Revolucionária Do Dr. Atkins, que defendia uma dieta pobre em carboidratos, a qual ele tinha usado com sucesso no tratamento de pacientes na década de 1960 (tendo desenvolvido a dieta a partir de um artigo de 1963 publicado no JAMA). O livro teve algum sucesso, mas pesquisas da época sugeriam a existência de fatores de risco associados ao excesso de gordura e de proteína. Por isso, o livro foi amplamente criticado pela maioria da comunidade médica como sendo perigoso e enganador, limitando assim, o seu apelo no momento. Entre outras coisas, os críticos apontavam que Atkins tinha feito pouca pesquisa das suas hipóteses e baseou-se principalmente no seu trabalho clínico. Mais tarde naquela década, Walter Voegtlin e Herman Tarnower publicaram livros defendendo a Dieta do Paleolítico e dieta Scarsdale, respectivamente, que obtiveram algum sucesso.
Em 1975, Pierre Dukan era um clínico geral em Paris, quando foi confrontado pela primeira vez com um caso de obesidade. Na época, acreditava-se que o excesso de peso ou obesidade era melhor tratado com refeições de baixa caloria e em pequenas quantidades. Dukan pensou em uma maneira alternativa de evitar que os pacientes recuperassem o peso perdido. Ele projetou uma nova abordagem em 4 fases, incluindo estabilização e consolidação. Após mais de 20 anos de pesquisa, Pierre Dukan publicou suas descobertas em 2000 em seu livro "Não sei como emagrecer" que se tornou um best-seller.
O conceito de índice glicêmico foi desenvolvido em 1981 por David Jenkins para compensar as variações na velocidade de digestão de diferentes tipos de hidratos de carbono. Este conceito classifica os alimentos de acordo com a rapidez do seu efeito sobre os níveis de açúcar no sangue – em que os hidratos de carbono simples, de rápida digestão, causam um maior aumento e os carboidratos complexos, de digestão mais lenta, como grãos integrais, têm um efeito mais lento. O conceito foi estendido de modo a incluir a quantidade de carboidratos realmente absorvida, assim, como uma colher de sopa de cenouras cozidas é menos significativo do que uma batata grande cozida (efetivamente puro amido, que é eficientemente absorvido como glicose), apesar das diferenças nos índices glicêmicos.

### 1990 – presente
Na década de 1990, Atkins publicou uma atualização do seu livro de 1972, A Nova Dieta Revolucionária Do Dr. Atkins, e outros médicos começaram a publicar livros com base nos mesmos princípios. Este foi o início daquilo que a mídia apelidou de "mania dos low carb" nos Estados Unidos. Durante a década de 1990 e início de 2000, as dietas de baixo teor de carboidratos tornaram-se as mais populares nos EUA. Segundo alguns relatos, até 18% da população estava numa ou outra dieta pobre em carboidratos no auge de sua popularidade, e estas alastraram-se para muitos países. Os fabricantes de alimentos e cadeias de restaurantes, como a "Krispy Kreme" , observou a tendência, visto que afetava os seus negócios. Partes da comunidade médica mainstream têm vindo a denunciar as dietas de baixo teor de carboidratos como sendo perigosas para a saúde, tais como a AHA, em 2001, e o American Kidney Fund, em 2002. Os defensores de dietas baixas em hidratos de carbono fizeram alguns ajustes, cada vez mais, defendendo o controle da gordura e a eliminação de gorduras trans.
Os proponentes que surgiram com novas guias dietéticas na época, como a dieta Zone, distanciaram-se, intencionalmente, de Atkins e o termo "low carb", devido às controvérsias, apesar das suas recomendações se basearem em grande parte nos mesmos princípios . Podem ser controversas as dietas que são de baixa ingesta de carboidratos e as que não são . Nas décadas de 1990 e de 2000, houve a publicação de um maior número de estudos clínicos sobre a eficácia e segurança (os prós e os contras) das dietas de baixo teor de carboidratos. Atualmente, no Brasil muitos são defensores da Dieta "low carb", que traz grandes avanços no combate à obesidade e à diabetes. 
Em 2013, Dukan, então com 72 anos, foi proibido de exercer a profissão de clínico geral na França por oito dias, por violar a ética médica ao prescrever uma pílula dietética para um de seus pacientes na década de 1970, que mais tarde foi retirada do mercado. 

### Riscos à saúde
Algumas dietas consideradas "low carb", como a dieta Dukan, são categorizadas como dietas comerciais ou dietas da moda. Por isso, o ideal é que mudanças mais bruscas no padrão alimentar sejam acompanhadas de um nutricionista que possa garantir a saúde do seu paciente e a ausência de riscos.  Para diversos autores, a "low carb" vem sendo cada vez mais usada por mostrar bons resultados no tratamento da obesidade e da diabetes. No entanto, ainda não existe consenso na ciência, e outros autores dizem que não está claro se a dieta "low carb" ajuda as pessoas a perder peso ou aumentar a tolerância à glicose. 
A British Dietetic Association nomeou a Dieta Dukan como a "dieta a evitar" número 1. 